# Litra MT
|  | Denne artikel omhandler rangerlokomotiverne leveret til DSB i 1958-1960. For lokomotiverne leveret til DSB i 1927, se Litra MT 101-106 |
DSB MT 151-167 er 17 dieselelektriske lokomotiver bygget for DSB af Frichs i Århus 1958-1960.
MT'erne blev udviklet til tung rangering og lettere strækningskørsel med godstog og gjorde god fyldest i mange år, blandt andet på sidebaner og godsbaner. I de senere år anvendtes de ofte til rangering på større stationer, blandt andet ved færgehavnene.

## Motorproblemer
Lokomotiverne var oprindeligt udstyret med 8-cylindrede Frichs 8.200CV-motorer, men pga. mange problemer med disse, blev de i 1968-1969 udskiftet til Maybach-Mercedes 820 B, 12-cylindrede dieselmotorer. Herefter kørte lokomotiverne uden væsentlige problemer frem til udrangering i slutningen af 1990'erne. Et enkelt lokomotiv blev dog udrangeret allerede 1990 efter sammenstød med et MX-lokomotiv i Rødby Færge.

## Bevaring
Enkelte lokomotiver er bevaret ved veteranbaner og Jernbanemuseet.
| Jernbane | Spire Denne jernbaneartikel er en spire som bør udbygges. Du er velkommen til at hjælpe Wikipedia ved at udvide den. |